# Zamek w Podkamieniu
Zamek w Podkamieniu – zbudowany w drugiej połowie XV w. przez Piotra Cebrowskiego z Żabokruk na Różańcowej Górze, gdzie później stanął alumnat.

## Historia
W XIII w. osiedlili się tutaj oo. dominikanie, obaliwszy wcześniej ołtarze pogańskich bogów. W 1245 r. wdarli się w te strony Tatarzy, którzy zamordowali przeora Urbana i dwunastu braci. W tym miejscu właśnie powstał zamek, obok którego Piotr Cebrowski wybudował także kościół i ponownie w 1464 r. sprowadził oo. dominikanów. W 1498 r. umarł Piotr Cebrowski i dobra otrzymała w spadku wdowa Anna de Dolina Brzeżańska, która objęła opiekę nad pozostałym synem Wincentym i córką Zuzanną. W 1519 r. kolejny najazd tatarski zniszczył kościół oraz zamek. Na początku XVII w. majątek należał do rodziny Cetnerów i ówczesny jego właściciel Baltazar Cetner  w 1607 r. sprowadził trzech oo. dominikanów. W 1612 r. rozpoczęto budowę nowego klasztoru i kościoła. Prace trwały długo, gdyż finansowane były z wolno płynących datków. Wojny kozackie Chmielnickiego w 1648 r., najazd tatarski w 1688 r. czy zawalenie się sklepienia jednej nocy w 1687 r. opóźniły budowę. W 1700 r. postanowiono ufortyfikować założenie. Klasztor otoczono murem fortecznym oraz wykuto 94-metrową studnię. W piętrowym budynku stojącym w miejscu dawnego zamku Cebrowskich znajdowała się szkoła dla ubogiej młodzieży szlacheckiej, prowadzona przez oo. dominikanów. W 1739 r. postanowiono podnieść obronność klasztoru: wzniesiono mury warowni według planu pułkownika artylerii Christiana Dalkego a pod ziemią wykopano liczne chodniki i kryjówki. Fortyfikacji jednak nie skończono. W 1788 r. zabrano z klasztoru broń w ilości: 7 armat, 79 hakownic oraz 22 bagnetów.

## Wojny światowe i współczesność
Podczas I wojny światowej klasztor został częściowo zniszczony, spłonęła biblioteka, zawaliła się wieża kościelna. Po II wojnie światowej w dawnych klasztornych zabudowaniach urządzono więzienie polityczne, a po nim szpital psychiatryczny, który działał w części pomieszczeń. Ukraińskie władze przekazały klasztor greckokatolickiemu zgromadzeniu zakonnemu, studytom.